# اولد نشنال بنک
اولد نشنال بنک (انگلیسی: Old National Bank) شرکت خدمات مالی و بانکداری آمریکایی است، که در سال ۱۸۳۴ تأسیس شد.